# 刀述仁

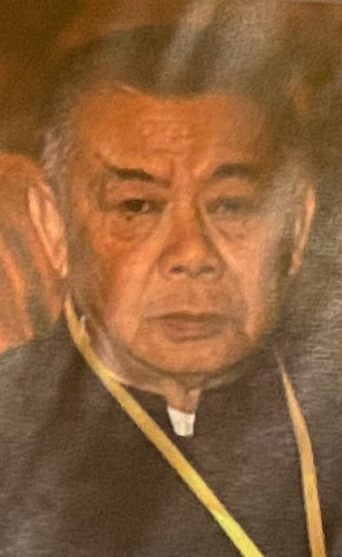
刀述仁

刀述仁（1935年—），男，傣族，傣名召相勐，云南版纳勐海人，中华人民共和国政治人物，巴利语系佛教人士。第七届、八届全国人大代表，第九届全国政协委员，第十、十一、十二届全国政协常委。

## 生平
1935年，刀述仁生于云南版纳勐海的勐海土司家庭，傣名“召相勐”（意为“王室的国宝”）。早年，他随父亲学习过傣文、汉文、英文。1945年，抗日战争胜利后，留在版纳的国民党军队形同兵匪，加上土匪出没，地方各族土司为继续生存，同他们进行了激烈斗争。当时，年仅十多岁的刀述仁也参与了斗争。1947年，袭勐海土司之位。
中国人民解放军占领版纳之后，1950年，15岁的刀述仁作为西南地区少数民族国庆观礼团成员，首次赴北京，受到贺龙接见，听李维汉作报告，还见到了毛泽东。此后，他于1951年被送入成都的西南民族学院（今西南民族大学）学习马列主义、民族政策等课，受到院长王维舟、教授夏康农等人教诲。学习两年后，上级决定从该学院抽调一批学生参加工作，其中就有18岁的刀述仁。1954年，19岁的刀述仁被任命为副版纳长，并当选云南省政协委员。后来他还担任西双版纳傣族自治州人民政府委员、云南省青联副秘书长。
1957年反右运动开始后，刀述仁被免去职务，并被送去“学习”。“学习”结束后，他被分配至费孝通在云南成立的少数民族社会历史调查小组。刀述仁选云南少数民族史作为研究课题。此外，他还赴云南大学进修历史学，师从方国瑜、汪应良。他在该小组中参加了民族调查、民族识别活动。后来，该小组发展为云南少数民族社会历史研究所。
1981年到1984年，刀述仁任云南省佛教协会副秘书长、秘书长、会长。任内，他请回了此前逃到缅甸的伍并亚·温撒长老。1982年2月，云南省佛教协会还在西双版纳的勐海白塔举办了为文革中去世的佛教徒超度亡灵的法会，从而使已经停办了十余年的超度亡灵法会得以恢复举行。
1984年到2002年9月，任中国佛教协会副会长兼秘书长、云南省佛教协会会长。2002年9月起，任中国佛教协会副会长兼秘书长、云南省佛教协会会长。他领导云南省佛教协会举办僧人培训班，1997年正式筹建云南佛学院。他还组织易地重建了迪庆藏族自治州的藏传佛教寺庙东竹林寺，并邀请释宽霖重兴佛教名山鸡足山。